# Пірникоза колумбійська
Пірникоза колумбійська (Podiceps andinus) — вид водних птахів родини пірникозових (Podicipedidae). Вид вимер у другій половині XX століття.

## Історичний ареал та вимирання
Вид був ендеміком Колумбії. Був поширеним на Боготських болотах на східних схилах Анд. Відомо 18 чи 19 зразків, зібраних між 1939 та 1964 роками. Ще у 1945 році птах був досить численним на озері Тота (тоді вважалося, що ця популяція належить до пірникози чорношийої). З 1950-х популяція почала зменшуватися. До 1968 року залишилося лише близько 300 птахів. У 1972 році було зроблене лише одне спостереження птаха, а востаннє його бачили у 1977 році (тоді помітили трьох птахів). Інтенсивний пошук колумбійської пірникози у 1981 та 1982 роках результатів не дав. З цього часу вид вважається вимерлим.

## Опис
Зовні вид був схожим на пірникози чорношию (Podiceps nigricollis). Відрізнявся лише тим, що шия спереду була бордово-коричневою.